# Saint-Laurent-des-Combes (Gironde)
Saint-Laurent-des-Combes település Franciaországban, Gironde megyében. Lakosainak száma 229 fő (2022. január 1.). Saint-Laurent-des-Combes Saint-Christophe-des-Bardes, Saint-Émilion hegyközség, Saint-Hippolyte, Saint-Pey-d’Armens és Vignonet községekkel határos.

## Népesség
A település népessége az elmúlt években az alábbi módon változott:
| Lakosok száma | 394  | 418  | 377  | 317  | 246  | 257  | 260  | 252  | 245  | 229  |
|               | 1968 | 1982 | 1990 | 2006 | 2013 | 2015 | 2017 | 2019 | 2020 | 2022 |